# Colonia Guadalupe de los Tepetates
Colonia Guadalupe de los Tepetates är en ort i Mexiko, tillhörande kommunen Chalco i delstaten Mexiko. Colonia Guadalupe de los Tepetates ligger i den centrala delen av landet och tillhör Mexico Citys storstadsområde. Orten hade 141 invånare vid folkräkningen 2010.